# نیما نوری‌زاده
نیما نوری‌زاده (زاده ۱۲ نوامبر ۱۹۷۷ در لندن) کارگردان ایرانی-انگلیسی است. وی فرزند علیرضا نوری‌زاده و همچنین برادر امید نوری‌زاده است. او همچنین فیلم تبلیغاتی برای شرکت آدیداس ساخته است.

## فیلمشناسی

### کارگردان
- پروژه ایکس (۲۰۱۲)
- افراط آمریکایی (۲۰۱۵)
- گنگ لندن